# Фейри, Шепард
Фрэнк Шепард Фейри (англ. Frank Shepard Fairey, род. 15 февраля 1970, Чарлстон, Южная Каролина, США) — американский современный художник, активист и основатель компании OBEY Clothing, вышедший из скейтбордической среды. В 1989 году он разработал стикеры OBEY, учась в Род-Айлендской школе дизайна.
Фэйри разработал плакат Барака Обамы «Надежда» для президентских выборов в США в 2008 году. Институт современного искусства в Бостоне назвал его одним из самых известных и влиятельных уличных художников. Его работы находятся в коллекциях Смитсоновского института, Музея искусств округа Лос-Анджелес, Музея современного искусства в Нью-Йорке, Музея современного искусства Сан-Диего, Национальной портретной галереи, Виргинского музея изобразительных искусств, Музея Виктории и Альберта.
Его стиль был описан как «смелый культовый стиль, основанный на стилизации и идеализации образов».

## Биография
Родился и вырос в семье врача. В подростковом возрасте увлёкся скейтбордингом, панк-роком и DIY-искусством. Его художественное творчество началось с рисования на футболках и скейтбордах товарищей. В 1992 году Фейри окончил Род-Айлендскую школу дизайна со степенью бакалавра изящных искусств и начал зарабатывать на жизнь графическим дизайном и музыкой. Через некоторое время в Бостоне прошла его первая выставка. Ныне Фейри признанный талант, связанный как с андеграундом, так и с массовой культурой. Его произведения хранятся в Музее современного искусства и Смитсоновском институте.
Живёт в Лос-Анджелесе, женат, воспитывает двух дочерей.

## Творчество

### У Андре Гиганта есть свита / OBEY
«У Андре Гиганта есть свита» (англ. Andre the Giant Has a Posse) — стрит-арт кампания, основанная на дизайне Шепарда Фэйри, созданном в 1989 году, когда Шепард учился в Род-Айлендской школе дизайна в Провиденсе, Род-Айленд. Наклейки с изображением Андре Гиганта стали появляться во многих городах США, распространяемые скейтерами и граффити-художниками. В то время Фэйри объявил кампанию «экспериментом в области феноменологии». Со временем это произведение искусства было использовано различными способами и получило всемирное распространение. Фэйри также изменил работу стилистически и семантически, превратив ее в OBEY (рус. ПОВИНУЙСЯ).
Фэйри и студент Род-Айлендской школы дизайна Райан Лессер вместе с Блейзом Блуином, Альфредом Хокинсом и Майком Монго создали бумажные и виниловые наклейки и плакаты с изображением рестлера Андре Гиганта и текстом «У Андре Гиганта есть свита, 224 см, 236 кг» (англ. Andre the Giant Has a Posse, 7'4", 520 lb) в качестве шутки, направленной на хип-хоп и скейтерскую субкультуру, а затем начал подпольно и агрессивно распространять и размещать их в Провиденсе, Род-Айленд, и на остальной территории восточной части США.

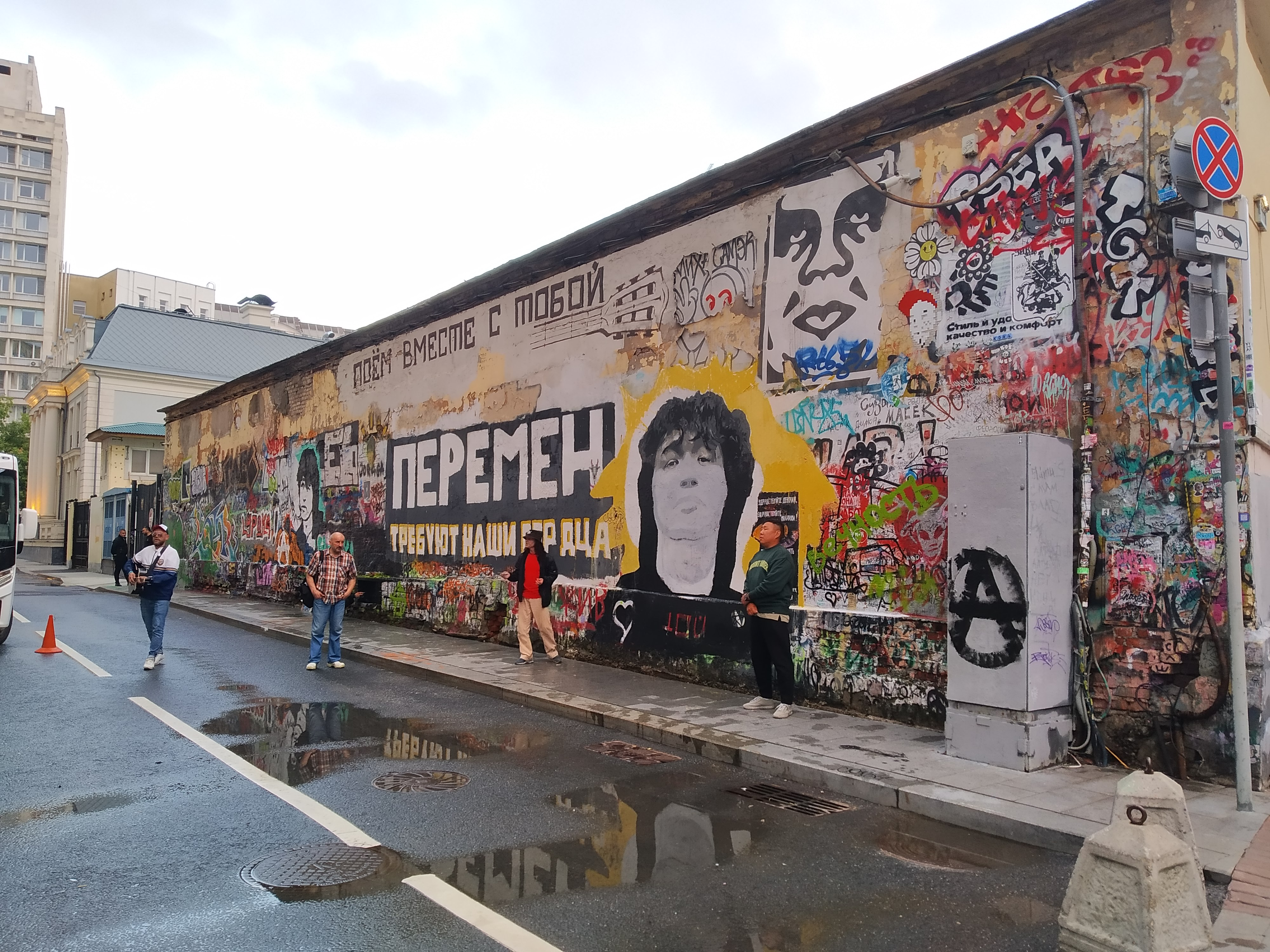
Оммаж Андре Гиганта на стене Цоя в Москве

В интервью журналу Format в 2008 году Фэйри сказал: «Наклейка с Андре Гигантом была просто спонтанной, счастливой случайностью. Летом 1989 года я учил друга делать трафареты и искал картинку для газеты, а там как раз была реклама реслинга с Андре Гигантом, и я сказал ему, что он должен сделать трафарет. Он сказал: „Нет, я не буду делать трафарет, это глупо!“, но я подумал, что это смешно, поэтому я сделал трафарет и сделал несколько наклеек, а группа ребят, с которыми я тусовался, всегда называла друг друга свитой, так что надпись была заимствована из хип-хоп сленга — Public Enemy, N.W.A. и Ice-T использовали это слово».
Угроза судебного иска от Titan Sports, Inc. в 1994 году подтолкнула Фэйри прекратить использование зарегистрированного торговой маркой имени «Андре Гигант» и создать более знаковое изображение лица рестлера, с не менее знаковым брендингом OBEY (рус. ПОВИНУЙСЯ). Лозунг OBEY был не только пародией на пропаганду, но и прямой отсылкой к знакам OBEY, встречающимся в культовом фильме «Чужие среди нас» (1988) с Родди Пайпером в главной роли.

### Надежда

Постер «Надежда»

Hope (рус. Надежда) — это изображение президента США Барака Обамы. Изображение было названо культовым и стало представлять президентскую кампанию Обамы в 2008 году. Это стилизованный трафаретный портрет Обамы в сплошных красных, бежевых и светлых и темных синих тонах, с надписью «Прогресс», «Надежда» или «Перемены» ниже (и другими словами в некоторых версиях).
За основу дизайна Фэйри взял фотографию, сделанную бывшим внештатным фотографом Associated Press (AP) Мэнни Гарсиа. Он создал дизайн за один день и напечатал его сначала в виде уличного плаката. Затем, с одобрения команды Обамы, он стал широко распространяться (как в виде цифрового изображения, так и в виде другой атрибутики) во время избирательного сезона 2008 года. К июлю 2008 года Sticker Robot напечатал более 200 000 виниловых наклеек «Надежда», 75 % из которых были розданы в поддержку кампании. Изображение стало одним из наиболее широко узнаваемых символов кампании Обамы, породив множество вариаций и подражаний, в том числе и по заказу кампании Обамы.
В январе 2009 года, после победы Обамы на выборах, версия портрета Фэйри, выполненная в смешанной технике трафаретной печати, была приобретена Смитсоновским институтом для Национальной портретной галереи. Позже в том же месяце фотография, на основе которой Фэйри сделал плакат, была идентифицирована, и AP начала переговоры о компенсации. Фейри подал иск в суд, требуя декларативного решения о том, что его плакат является добросовестным использованием фотографии. В январе 2011 года стороны заключили внесудебное соглашение. В феврале 2012 года Фэйри признал себя виновным в уничтожении и фабрикации доказательств использования фотографии; в сентябре он был приговорен к двум годам испытательного срока, 300 часам общественных работ и штрафу в размере 25 000 долларов.
Кроме этих двух картин, Фейри принадлежит ряд художественных плакатов, посвящённых социализму, религии, музыке и экологии.

Фейри занимался графическим дизайном по заказу многих корпораций, включая PepsiCo и Adidas. Он сотрудничал и с музыкальными коллективами, рисуя обложки альбомов групп Sepultura, Black Eyed Peas и Smashing Pumpkins. В интервью Фейри подчёркивает, что берётся рекламировать только продукцию тех компаний, которые не вызывают у него морального отторжения.

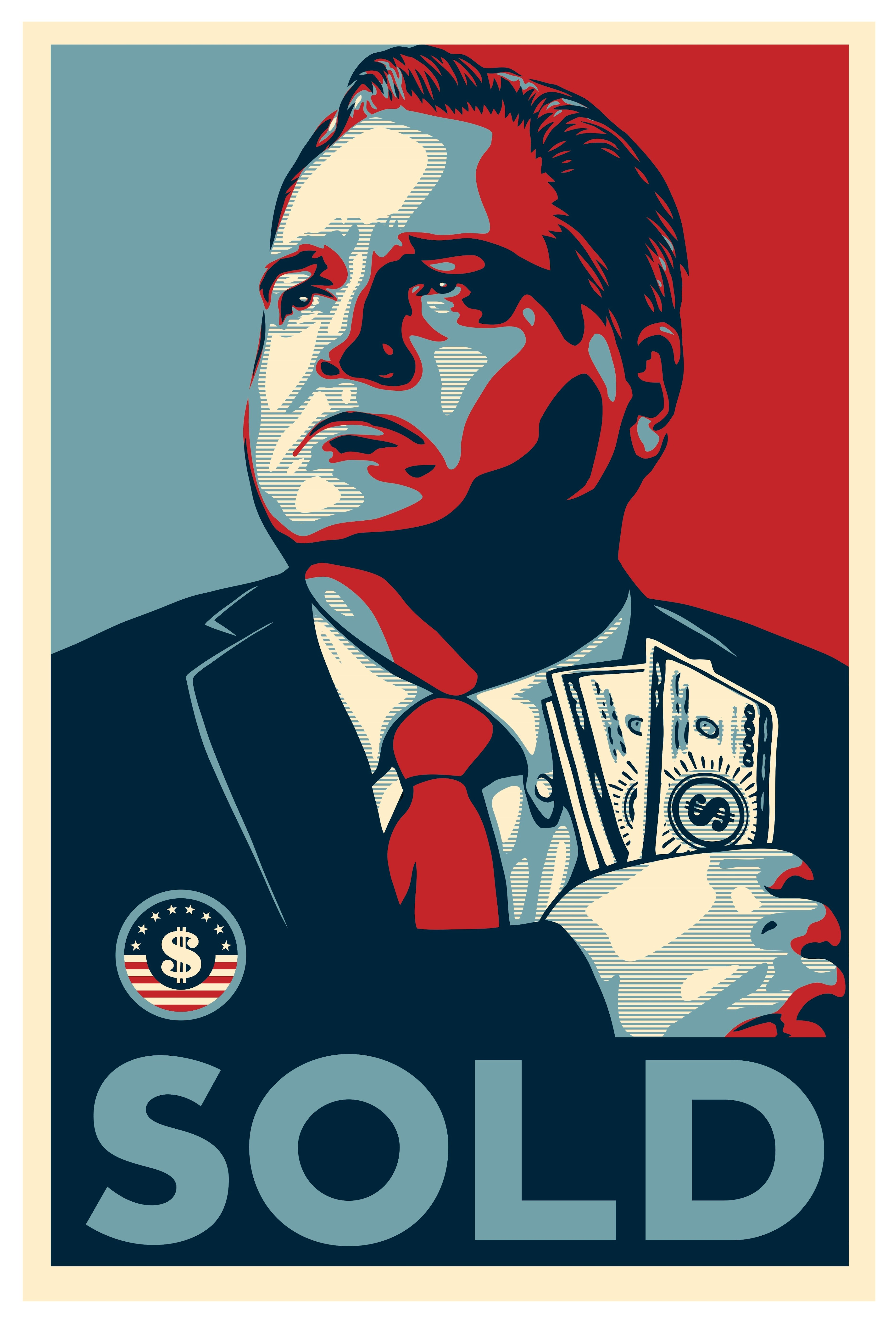
Собственная пародия Фейри на свой знаменитый постер, изображающая сценический образ сатирика Фрэнка Ридли — «Честного Джила Фулбрайта», политика из Кентукки
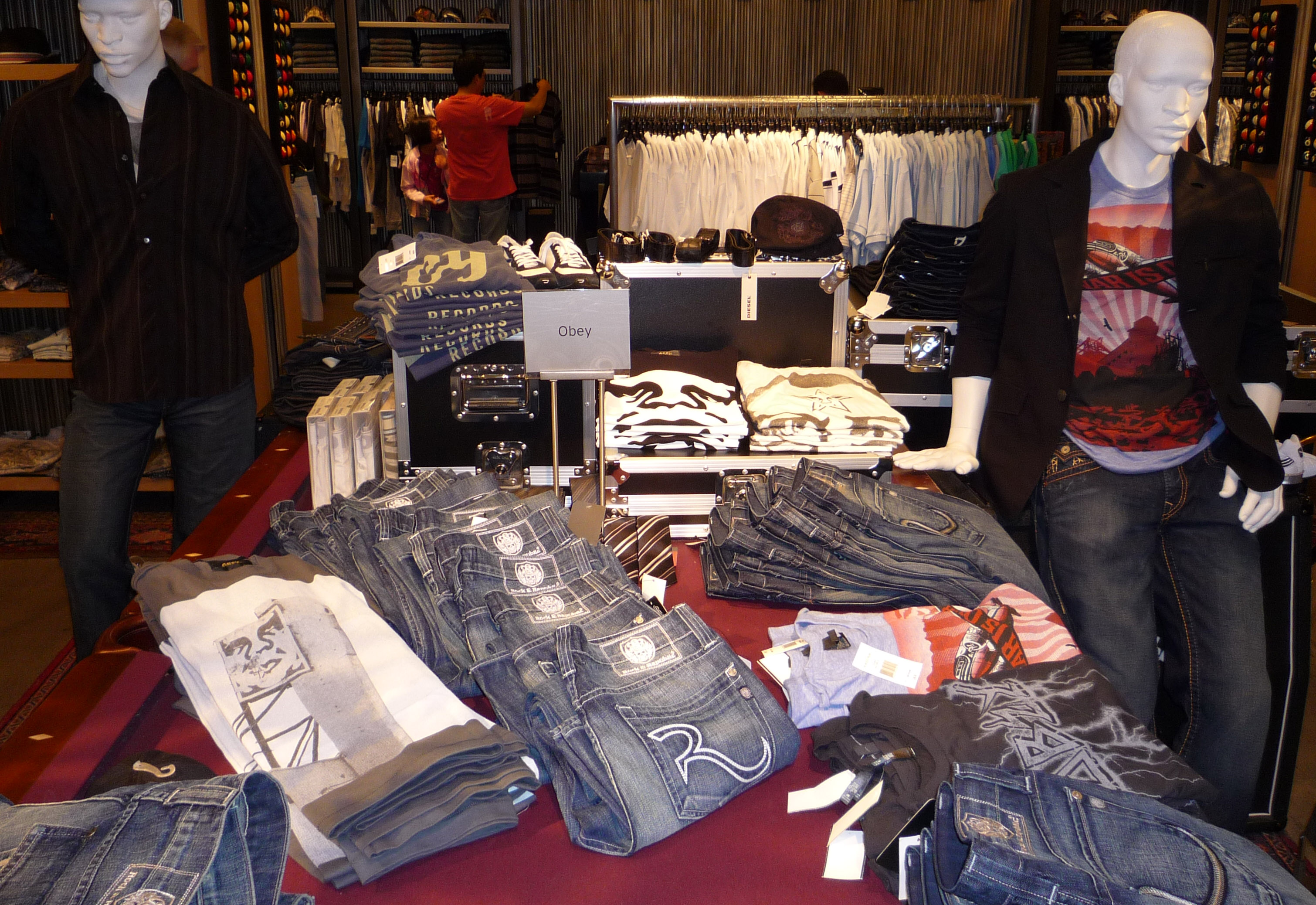
Одежда бренда OBEY